# Hupodonta pulcherrima
Hupodonta pulcherrima är en fjärilsart som beskrevs av Moore 1865. Hupodonta pulcherrima ingår i släktet Hupodonta och familjen tandspinnare. Inga underarter finns listade i Catalogue of Life.